# PowerGrid Corporation of India
La PowerGrid Corporation of India est une entreprise publique indienne de production d'électricité et de gestion de réseau de distribution d'électricité. 